# Фёдоров, Дмитрий Фёдорович
Дмитрий Фёдорович Фёдоров — советский хозяйственный, государственный и политический деятель.

## Биография
Родился в 1918 году в деревне Хрычково. Член КПСС.
С 1943 года — на хозяйственной, общественной и политической работе. В 1943—1996 гг. — инженерный и технический работник завода № 402, начальник отдела труда и заработной платы, председатель профкома, секретарь парткома Севмашпредприятия, 1-й секретарь Северодвинского горкома КПСС, первый заместитель председателя Архангельского облисполкома, председатель Северодвинского городского Совета ветеранов войны, Вооруженных Сил и правоохранительных органов.
Делегат XXIII съезда КПСС.
Умер в Северодвинске в 2000 году.